# Nao complete anthology 2002-2009 -my graduation-
『nao complete anthology 2002-2009 -my graduation-』（ナオ・コンプリート・アンソロジー・トゥーサウザンドトゥー・トゥーサウザンドナイン・マイ・グラデュエーション）は、日本の音楽ユニット・fripSideが2009年12月29日に発売した第1期コンプリートベストアルバム。

## 収録曲

### Disc01
first odyssey of fripSide
1. introduction
作曲・編曲：八木沼悟志
2. distant moon
作詞・作曲・編曲：八木沼悟志
3. come to mind
作詞：nao、八木沼悟志
作曲・編曲：八木沼悟志
4. Love to Sing
作詞・作曲・編曲：八木沼悟志
5. Colorless fate
作詞：nao
作曲・編曲：八木沼悟志
6. Your Ocean -azure reproduct mix-
作詞：nao
作曲：八木沼悟志
編曲：masa
7. be sure... -album mix-
作詞・作曲・編曲：八木沼悟志
8. bright days
作詞：nao
作曲・編曲：八木沼悟志
9. in the future -side02-
作詞：nao
作曲・編曲：八木沼悟志
10. end game
作詞・作曲・編曲：八木沼悟志

### Disc02
2nd fragment of fripSide
1. second fragment
作曲・編曲：八木沼悟志
2. sky
作詞：nao、八木沼悟志
作曲・編曲：八木沼悟志
3. transitory orbit
作詞：nao、八木沼悟志
作曲・編曲：八木沼悟志
4. message
作詞・作曲・編曲：八木沼悟志
5. save me again
作詞：nao
作曲・編曲：八木沼悟志
6. belief
作詞・作曲・編曲：八木沼悟志
7. stellar
作詞・作曲・編曲：八木沼悟志
8. Detour -fripSide Edition-
作詞：Atsushi Murono
作曲：Tatsuo Kimura
編曲：八木沼悟志
9. crying moon
作詞：八木沼悟志、nao
作曲：a2c(MintJam)
編曲：八木沼悟志
10. storm of sorrow
作詞：Takeshi Ono
作曲・編曲：八木沼悟志

### Disc03
3rd reflection of fripSide
1. an evening calm
作詞・作曲・編曲：八木沼悟志
2. reminiscense blue
作詞・作曲・編曲：八木沼悟志
3. nostalgia
作詞：nao、八木沼悟志
作曲・編曲：八木沼悟志
4. transient wind
作詞：山下慎一狼、八木沼悟志
作曲・編曲：八木沼悟志
5. vanity destroyer -fripSide edition-
作詞：山下慎一狼、八木沼悟志
作曲・編曲：八木沼悟志
6. velocity -fripSide+vin-PRAD-
作詞：山下慎一狼
作曲・編曲：新井健史
7. splash emotion
作詞：nao、八木沼悟志
作曲・編曲：八木沼悟志
8. colors of summer dream
作詞：nao、八木沼悟志
作曲・編曲：八木沼悟志
9. planet illusion
作詞：山下慎一狼、八木沼悟志
作曲：新井健史、八木沼悟志
編曲：八木沼悟志
10. sky -sLab reproduct mix-
作詞：nao、八木沼悟志
作曲：八木沼悟志
編曲：kai
11. bright days -version2005-
作詞：nao、山下慎一狼
作曲：八木沼悟志
編曲：山田重利
12. distant moon -version2005-
作詞・作曲・編曲：八木沼悟志

### Disc04
binarydigit
1. binary digit
作曲・編曲：八木沼悟志
2. hurting heart
作詞：八木沼悟志、山下慎一狼
作曲・編曲：八木沼悟志
3. misery
作詞：山下慎一狼、八木沼悟志、まやせろみ
作曲・編曲：八木沼悟志
4. prominence -version 2007-
作詞：八木沼悟志、山下慎一狼
作曲：八木沼悟志
編曲：岡本拓三
5. refine progress
作詞：山下慎一狼
作曲・編曲：八木沼悟志
6. heat your wave
作詞：山下慎一狼
作曲・編曲：新井健史
7. libration crisis
作詞：山下慎一狼
作曲・編曲：八木沼悟志
8. never no astray
作詞：八木沼悟志、山下慎一狼
作曲・編曲：八木沼悟志、新井健史
9. transient wind -version 2007-
作詞：山下慎一狼、八木沼悟志
作曲：八木沼悟志
編曲：岡本拓三
10. dream myself!
作詞：nao、山下慎一狼
作曲・編曲：八木沼悟志
11. true eternity -album version-
作詞・作曲：八木沼悟志
編曲：岡本拓三、八木沼悟志
12. brave new world
作詞・作曲・編曲：八木沼悟志

### Disc05
Rabbit Syndrome／fripSide NAO project!
1. あっせんぶる☆LOVEさんぶる
作詞：山下慎一狼、八木沼悟志
作曲：八木沼悟志
編曲：八木沼悟志、新井健史
2. せな★せな@Surprise!!
作詞：山下慎一狼、NAO
作曲・編曲：八木沼悟志
3. Rabbit Syndrome
作詞：NAO、山下慎一狼
作曲：八木沼悟志
編曲：八木沼悟志、新井健史
4. こんいろ∞トキメキ!! 〜着せたら脱がさない〜
作詞：下地和彦、山下慎一狼、fripSide
作曲・編曲：八木沼悟志、新井健史
5. かがやけ! dreamin’ ガール
作詞：山下慎一狼
作曲・編曲：山田重利
6. こいびと☆アクセント!!
作詞：山下慎一狼、八木沼悟志
作曲・編曲：八木沼悟志、新井健史
7. Wireless Cosmic
作詞：山下慎一狼、八木沼悟志
作曲：八木沼悟志
編曲：八木沼悟志、新井健史
8. リバーシブルロマンス
作詞：山下慎一狼、NAO
作曲・編曲：大川茂伸
9. HAPPYジェネレーション
作詞：山下慎一狼、NAO、Kai(mana)
作曲：山田重利
編曲：山田重利、八木沼悟志
10. せな★せな@Surprise -生物RMX-
作詞：山下慎一狼、NAO
作曲：八木沼悟志
編曲：岡本拓三
11. あっせんぶる☆LOVEさんぶる -R.S.PV RMX-
作詞：山下慎一狼、八木沼悟志
作曲：八木沼悟志
編曲：八木沼悟志、岡本拓三

### Disc06
split tears
1. before dawn daybreak
作詞：八木沼悟志、山下慎一狼
作曲・編曲：八木沼悟志
2. split tears
作詞：八木沼悟志、山下慎一狼
作曲・編曲：八木沼悟志
3. praying over (album version)
作詞：山下慎一狼
作曲・編曲：八木沼悟志
4. magicaride
作詞：八木沼悟志、山下慎一狼
作曲・編曲：八木沼悟志
5. fictional moon (album version)
作詞：山下慎一狼
作曲：八木沼悟志、新井健史
編曲：新井健史
6. snow blind (album version)
作詞：八木沼悟志、山下慎一狼
作曲：八木沼悟志、岡本拓三
編曲：新井健史
7. snow blind -after-
作詞：Yuki-ka
作曲：岡本拓三
編曲：八木沼悟志、岡本拓三
8. spiral of despair
作詞：八木沼悟志、山下慎一狼
作曲・編曲：八木沼悟志
9. escape -version2008-
作詞：Tatsuo Kimura、satsuki
作曲：Tatsuo Kimura
編曲：八木沼悟志、岡本拓三
10. tomorrow
作詞：山下慎一狼
作曲：八木沼悟志
編曲：新井健史
11. eternal twinkle
作詞：八木沼悟志、山下慎一狼
作曲：山田重利
編曲：八木沼悟志、山田重利

### Disc07
fripSide Re:product mixies ver.0.2
1. hurting heart (ju-ri-mix)
作詞：八木沼悟志、山下慎一狼
作曲：八木沼悟志
リミックス：山田重利
2. Red -reduction division- (sat vs tkm RMX ver.2.1)
作詞・作曲：八木沼悟志
リミックス：八木沼悟志、岡本拓三
3. magicaride (kai Re:product RMX)
作詞：八木沼悟志、山下慎一狼
作曲：八木沼悟志
リミックス：kai
4. vanity destroyer (tkm Re:product RMX)
作詞：山下慎一狼、八木沼悟志
作曲：八木沼悟志
リミックス：岡本拓三
5. spiral despair (tkm Re:product RMX)
作詞：八木沼悟志、山下慎一狼
作曲：八木沼悟志
リミックス：岡本拓三
6. an evening cdlm (kai Re:product RMX)
作詞・作曲：八木沼悟志
リミックス：kai
7. Red -reduction division- (sat vs tkm RMX)
作詞・作曲：八木沼悟志
リミックス：八木沼悟志、岡本拓三
8. before dawn daybreak (phantoms RMX) [4:49]
作詞：八木沼悟志、山下慎一狼
作曲：八木沼悟志
リミックス：岡本拓三

### Disc08
very best&Unpublished side1
1. Red -reduction division- [4:34]
作詞：作曲・編曲：八木沼悟志
2. the chaostic world [5:07]
作詞：nao、八木沼悟志、山下慎一狼
作曲・編曲：八木沼悟志
3. true eternity [4:07]
作詞・作曲・編曲：八木沼悟志
4. crescendo [4:38]
作詞：山下慎一狼
作曲・編曲：八木沼悟志
5. fictional moon [4:32]
作詞：山下慎一狼
作曲：八木沼悟志、新井健史
編曲：八木沼悟志
6. absolute one [5:23]
作詞：八木沼悟志、山下慎一狼
作曲・編曲：八木沼悟志
7. melody -reset+fripSide- [6:08]
作詞：八木沼悟志、Tatsuo Kimura
作曲：Tatsuo Kimura
編曲：八木沼悟志
8. come to mind -short version- [2:13]
作詞・作曲・編曲：八木沼悟志
9. Love to sing -R&T factory Remeix- [6:00]
作詞・作曲：八木沼悟志
編曲：R&T factory
10. crying moon -acoustic version- [2:44]
作詞：八木沼悟志、nao
作曲：a2c(MintJam)
編曲：八木沼悟志、kai
11. in the future [6:12]
作詞：nao
作曲・編曲：八木沼悟志
12. be sure [6:34]
作詞・作曲・編曲：八木沼悟志
13. your ocean [5:26]
作詞：nao
作曲・編曲：八木沼悟志

### Disc09
Unpublished side2
1. holy night magic [4:42]
作詞：八木沼悟志、山下慎一狼
作曲・編曲：八木沼悟志、山田重利
2. a little christmas time [4:14]
作詞：Tatsuo Kimura、Naoya Komine、Taisuke Yokoyama
作曲：Tatsuo Kimura
編曲：八木沼悟志、岡本拓三、山田重利
3. promise [6:03]
作詞：八木沼悟志、山下慎一狼
作曲・編曲：八木沼悟志、山田重利
4. cheer up forever [3:50]
作詞：八木沼悟志、山下慎一狼
作曲・編曲：新井健史
5. ないしょ思春期 (fripSide NAO project!) [3:56]
作詞：下地和彦、八木沼悟志、山下慎一狼
作曲・編曲：新井健史
6. せな★せな@ultimate!! (fripSide NAO project!) [4:53]
作詞：山下慎一狼、fripSide
作曲：八木沼悟志
編曲：山田重利
7. every day⇔every way! (fripSide NAO project!) [3:39]
作詞：山下慎一狼、八木沼悟志
作曲・編曲：山田重利
8. こいびと☆アクセント!! -remix edition- (fripSide NAO project!) [3:59]
作詞：山下慎一狼、八木沼悟志
作曲：新井健史、八木沼悟志
編曲：新井健史
9. Red Data Girl (fripSide NAO project!) [4:01]
作詞：うつろあくた
作曲：八木沼悟志、戸口田隆広
編曲：新井健史、寺前甲

### Disc10
Unpublished side3
1. grand blue [4:32]
作詞：山下慎一狼
作曲：八木沼悟志
編曲：八木沼悟志、岡本拓三
2. grace of summer [4:38]
作詞：Yuki-ka
作曲・編曲：岡本拓三
3. feeling trust [7:13]
作詞：nao、山下慎一狼
作曲・編曲：八木沼悟志
4. prominence [5:00]
作詞：八木沼悟志、山下慎一狼
作曲・編曲：八木沼悟志
5. snow blind [4:59]
作詞：八木沼悟志、山下慎一狼
作曲・編曲：八木沼悟志、岡本拓三
6. colorless fate -erica 2007- (DEMO) [2:48]
作詞：nao、山下慎一狼
作曲・編曲：八木沼悟志
サビの歌詞の一部が原曲と異なる。
7. piece of azure [6:16]
作詞：八木沼悟志、山下慎一狼
作曲・編曲：八木沼悟志
8. my graduation [4:46]
作詞：nao
作曲・編曲：八木沼悟志
9. hurting heart -nao piano arrange- [2:53]
作曲：八木沼悟志
ピアノアレンジ：山田重利
ピアノ：nao

## 参加ミュージシャン
fripSide
- nao：Vocal
- 八木沼悟志：Synthesizer